# Evergestis infirmalis
Evergestis infirmalis là một loài bướm đêm trong họ Crambidae.